# Nancy Purvis
Nancy Purvis, född 1790, död  9 april 1839 i Bridgetown, var en kanadensisk köpman och skolpionjär. Hon grundade och drev en flickpension i Bridgetown 1836–1839, som kom att tjäna som förebild för senare flickskolor i regionen.

## Biografi
Nancy Purvis bakgrund är okänd före hennes äktenskap med tulltjänstemannen James Purvis i Halifax. Hon blev änka med tre minderåriga döttrar i april 1830 och försörjde sig sedan på att sälja sömnadsartiklar och utföra sömnadsarbete.
1831 öppnade Purvis sin första flickpension och erbjöd sig i annonsen att lära flickor:
"Reading, Writing, Arithmetic, Grammar, Geography, plain and Fancy Needle work 30s. per Quarter. Young Children, who may require to be taught only Reading and plain Work, 20s. French and Music, if required, by competent Masters, on the usual terms",
assisterad av sina döttrar; inget är känt om denna skola förutom annonsen, inte heller om deras nästa skola från 1834, som enligt annonsen skulle ta emot flickor “to whose minds and manners the most scrupulous attention will be paid.”
Det var först 1836 Purvis öppnade en flickpension som har lämnat spår och spelat en viktigare roll. Den var känd som Purvis School och öppnades i Bridgetown av Purvis och hennes döttrar med stöd av stadens förmögna medborgare som ville grunda en skola för sina döttrar. Skolan öppnade i ett hus uppfört av prästen William Elder mittemot stadens statliga skola för pojkar. Skolan verkade i tre år och avbröts med Nancy Purvis död 1839. Den karaktäriseras som en "ladies’ seminary". Det var den första skola som erbjöd någon form av undervisning för flickor ovanför grundskolenivå i hela regionen och det var troligen dess upphörande som gjorde att föräldrar lämnade in en petition till House of Assembly år 1840 där de anhöll om att staten skulle finansiera grundandet av en högre skola för flickor.